# Andrei (cognome)
Andrei è un cognome di lingua italiana.

## Varianti
Andrade, Andrat, Andrè, André, Andrea, Andreani, Andreasi, Andreassi, Andreassich, Andreatta, Andreetta, Andreini, Andreis, Andreoli, Andreon, Andreoni, Andreotti, Andreozzi, Andres, Andreucci, Andria, Andrich, Andrioli, Andriolli, Androl, Calandra, Calandri, Calandrino, D'Andrade, D'Andrea, De Andrè, De André, De Andrea, De Andreis, Dreas, Drei, Drioli, Mastrandrea.

## Origine e diffusione
Il cognome è tipicamente panitaliano.
Potrebbe derivare dal prenome Andrea, dal greco andrós, "uomo".
Le varianti Androl, Andreon, Andrat, Andreasi, Drei e Drioli compaiono nelle Venezie; De André è ligure; Andrich e Andreassich sono giuliani; D'Andrea e De Andrea sono meridionali.

## Persone
- Carlo Andrei (1905-1944) –  antifascista, partigiano e politico italiano
- Cristiano Andrei (n. 1973) – ex discobolo italiano, due volte campione nazionale e tre volte campione nazionale invernale
- Franco Andrei (n. 1925) – attore italiano